# Villafalletto
Vignolo là một đô thị tại tỉnh Cuneo trong vùng Piedmont của Italia, vị trí cách khoảng 80 km về phía nam của Torino và khoảng 7 km về phía tây nam của Cuneo. Tại thời điểm ngày 31 tháng 12 năm 2004, đô thị này có dân số 2.112 người và diện tích là 8,1 km².
Vignolo giáp các đô thị: Borgo San Dalmazzo, Cervasca, Cuneovà Roccasparvera.